# NGC 4537
NGC 4537 (ook: NGC 4542) is een spiraalvormig sterrenstelsel in het sterrenbeeld Jachthonden. Het hemelobject werd op 17 februari 1831 ontdekt door de Britse astronoom John Herschel.

## Synoniemen
- UGC 7746
- MCG 9-21-21
- ZWG 270.11
- PGC 41864